# Chiesa di San Tommaso a Capuana
La chiesa di San Tommaso a Capuana è una chiesa monumentale di Napoli ubicata in via Tribunali nel quartiere San Lorenzo.

## Storia
L'edificio, fondato nel Medioevo, nel 1176 venne ceduto ai benedettini di Cava dei Tirreni. La chiesa venne rimaneggiata più volte nei secoli e nel XVIII secolo assume l'aspetto attuale.
Di notevole interesse architettonico è la facciata barocca dell'edificio, costituita da una partizione con lesene sormontate da volute che racchiudono un magnifico finestrone. Nell'interno, ammodernato recentemente, sono presenti tavole di Giuseppe Bonito, Ludovico De Maio e di un ignoto del XVI secolo; nella controfacciata sono collocati alcuni angeli del Settecento.
A livello pastorale questa chiesa sin dall'immediato post-concilio di Trento è stata sede parrocchiale fino a che la stessa venne trasferita nella vicina chiesa di Santa Caterina a Formiello, la quale per un lungo periodo ha assunto il titolo di parrocchia di San Tommaso a Capuana in Santa Caterina a Formiello; titolo che ormai ha perso ogni traccia della precedente sede parrocchiale.
La chiesa è attualmente sede dell'Arciconfraternita del SS. Rosario in Santa Caterina a Formiello ed apre di rado.